# Uegentligt integral
Et uegentligt integral er indenfor matematikken en bestemt type af integraler, som kort sagt beskæftiger sig med uendeligheder.
Der findes to forskellige typer af uegentlige integraler:
- Ubegrænset mængde (intervalet er uendeligt)
- Ubegrænset integrand (funktionen der integreres over antager uendeligt store værdier)

## Definition
Den første type uegentlige integral skrives
{\displaystyle \int _{a}^{\infty }f(x)dx,}
og siges at være konvergent, hvis funktionen {\displaystyle F} defineret ved
{\displaystyle F(b)=\int _{a}^{b}f(x)dx}
har en endelig grænseværdi for {\displaystyle b\to \infty }. Er det tilfældet tilskrives integralet grænseværdiens værdi, hvilket skrives
{\displaystyle \int _{a}^{\infty }f(x)dx=\lim _{b\to \infty }F(b)=\lim _{b\to \infty }\int _{a}^{b}f(x)dx.}
Hvis {\displaystyle F(b)} omvendt er divergent for {\displaystyle b\to \infty } tilskrives integralet ingen værdi.
Den anden type uegentlige integral fremkommer i situationen, hvor en funktion {\displaystyle f:]a,b]\to \mathbb {R} } betragtes. I analogi med det foregående skrives integralet
{\displaystyle \int _{a}^{b}f(x)dx,}
og det siges at være konvergent, hvis funktionen defineret ved
{\displaystyle F(c)=\int _{c}^{b}f(x)dx}
har en grænseværdi for {\displaystyle c\to a^{+}} (hvor der her med {\displaystyle c\to a^{+}} menes "{\displaystyle c} gående {\displaystyle a} fra højre".) Integralet tilskrives som før grænseværdiens værdi og skrives
{\displaystyle \int _{a}^{b}f(x)dx=\lim _{c\to a^{+}}F(c)=\lim _{c\to a^{+}}\int _{c}^{b}f(x)dx,}
og som før siges integralet at være divergent, hvis {\displaystyle F(c)} divergerer for {\displaystyle c\to a^{+}}.

## Eksempler
Et eksempel på den første type med ubegrænset mængde kunne være nedenstående.
{\displaystyle \int _{0}^{\infty }e^{-x^{2}}{\textrm {d}}x={{\sqrt {\pi }} \over 2}}
Et eksempel på det andet tilfælde, altså ubegrænset integrand, kunne være nedenstående hvor der skal lægges mærke til at der integreres fra nul hvor funktionen ikke er defineret.
{\displaystyle \int _{0}^{1}{1 \over x^{2}}{\textrm {d}}x}
Lad os betragte et eksempel, der viser den egentlige fremgangsmåde, nemlig integralet
{\displaystyle \int _{1}^{\infty }{\frac {1}{x^{3}}}dx.}
Benyttes definitionen, fås at
{\displaystyle \int _{1}^{\infty }{1 \over x^{3}}{\textrm {d}}x=\lim _{t\to \infty }\int _{1}^{t}{\frac {1}{x^{3}}}{\textrm {d}}x=\lim _{t\to \infty }\left[{\frac {-1}{2x^{2}}}\right]_{1}^{t}=\lim _{t\to \infty }\left({\frac {1}{2}}-{\frac {1}{2t^{2}}}\right)={\frac {1}{2}}.}
Integralet vil med de angivne grænser altså være konvergent med værdien ½.